# A. J. Raffles

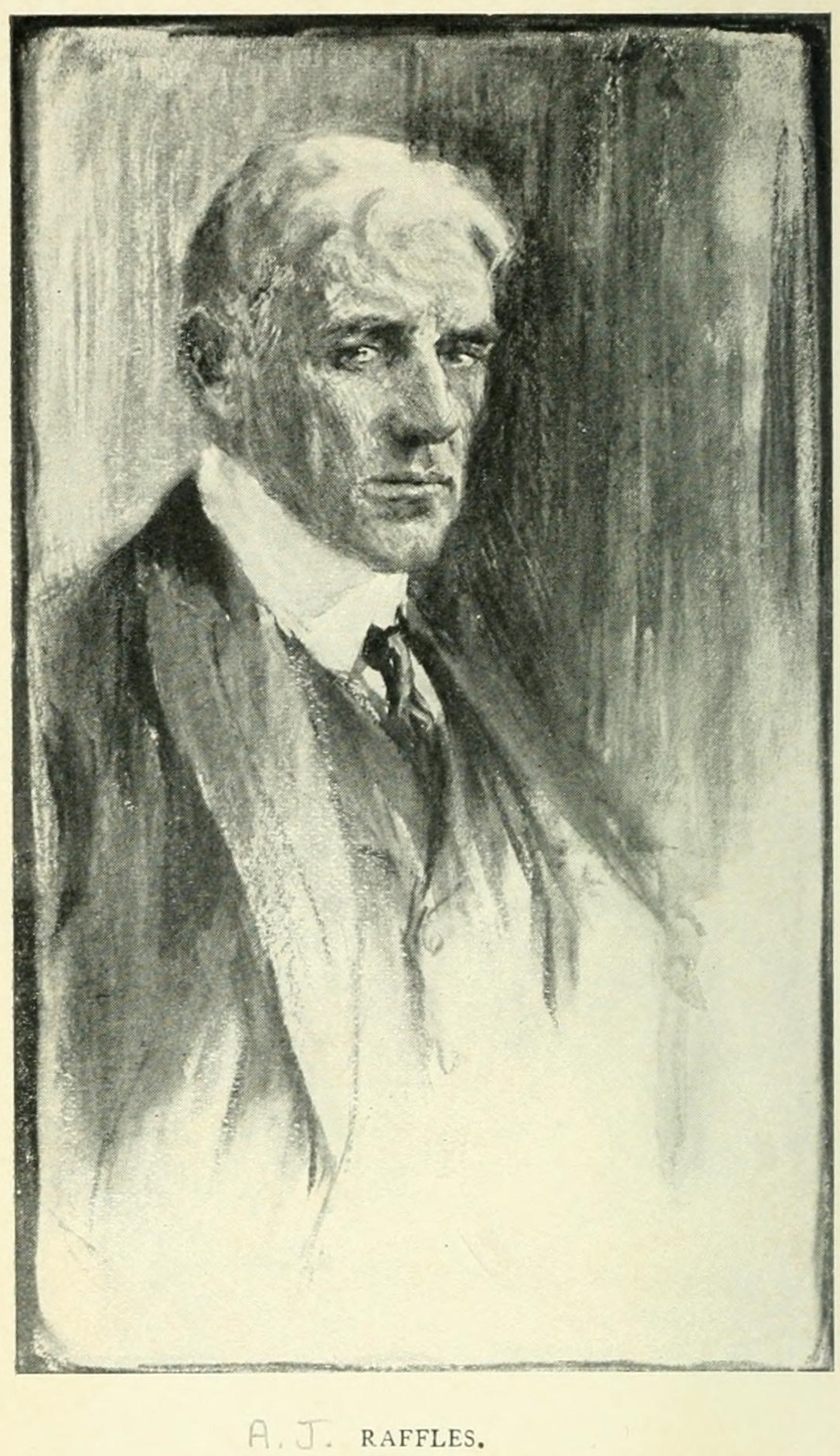
A. J. Raffles ritratto nella prima edizione del romanzo Raffles, the Amateur Cracksman del 1905 di Ernest William Hornung

A. J. Raffles è un personaggio immaginario ideato dallo scrittore Ernest William Hornung nel 1898 per una fortunata serie letteraria proseguita fino al 1909 e composta da 26 racconti, 2 commedie teatrali e un romanzo. Rafflles è il prototipo del ladro gentiluomo; utilizza astuti travestimenti, superbo nell'arte del furto,  mantenendo un'apparenza sofisticata. Raffles ruba soprattutto quando ha bisogno di denaro. La sua figura è stata ripresa in numerosi film e in una serie televisiva.
L'autore E.W. Hornung aveva sposato una sorella di Arthur Conan Doyle, l'ideatore di Sherlock Holmes e in qualche maniera il personaggio di Raffles costituisce l'antitesi del detective.

## Nel cinema

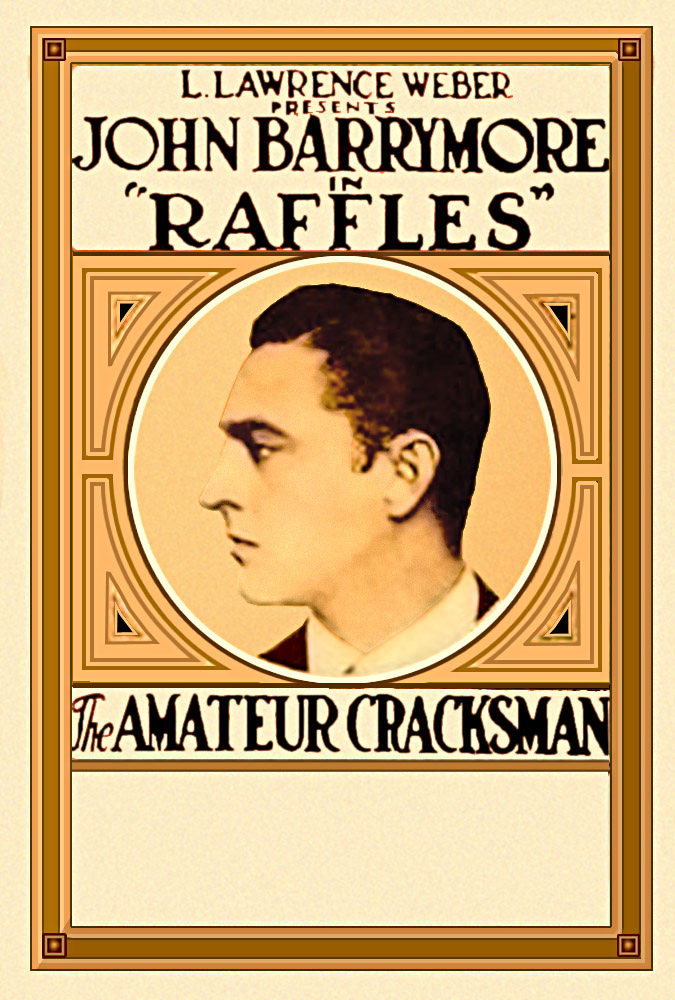
Raffles interpretato da John Barrymore nella locandina del film Raffles, the Amateur Cracksman del 1917.

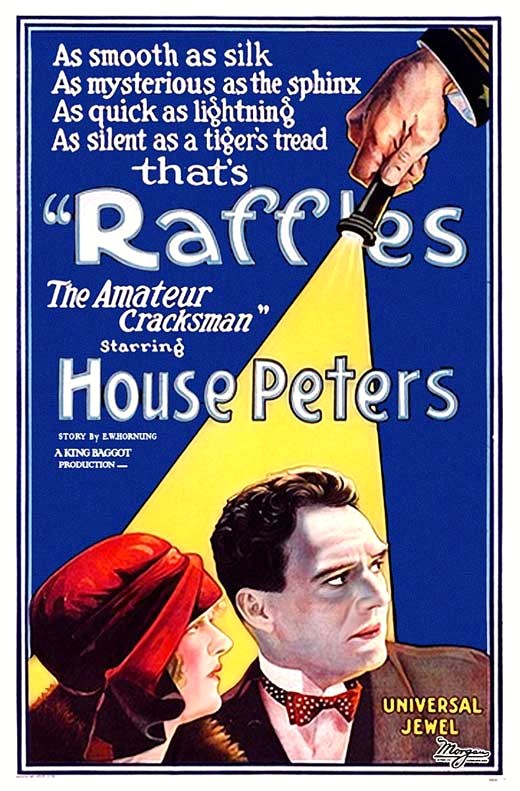
Locandina del film Raffles (1925)

### Nel cinema muto
A Raffles sono stati dedicati numerosi film già a partire dal periodo del cinema muto. Tra i primi Raffles, the Amateur Cracksman (1905), con Gilbert M. Anderson
In Italia, il personaggio fu adattato per il grande schermo dal regista e attore Ubaldo Maria Del Colle (che lo interpretò in una fortunata serie di pellicole) e da Ernesto Maria Pasquali, che ne produsse i vari capitoli per la sua casa di Produzione "Pasquali Film".
Sulla scia della popolarità di personaggi allora in voga come Arsenio Lupin, dai feuilleton avventurosi e dai romanzi d'appendice, il ladro gentiluomo fece la sua comparsa sugli schermi italiani nel 1911, riscuotendo un grande successo presso il pubblico più popolare. Le sue storie erano basate su furti, riscatti, tradimenti, fughe in auto, congegni misteriosi, sparizioni e quant'altro, e se delle trame ben poco si può dire, ancora meno dei film in sé, dei quali nessuna copia è giunta ad oggi nella sua interezza.
I film in cui compare Raffles in questo periodo sono:
- Raffles gentiluomo ladro
- L'evasione di Raffles
- Il diamante azzurro
- Raffles il ladro misterioso (che riuniva in un'unica pellicola i tre film precedenti)
- Raffles - furto al Louvre
- Raffles e la statua
- Raffles contro Nat Pinkerton
- La redenzione di Raffles

Altri film del periodo del muto furono:
- The Van Nostrand Tiara, film del 1913 diretto da Anthony O'Sullivan con James Cooley
- Raffles, the Amateur Cracksman (1917), con John Barrymore
- Raffles (1925), con House Peters

### Successiva cinematografia
- Raffles (1930), con Ronald Colman, è il primo film sonoro
- Raffles (1939), con David Niven nel ruolo del protagonista
- Raffles, il ladro gentiluomo (Raffles, 1962) di George Harvey, con John Krisner

## Televisione
- Raffles (1975), film per la tv con Anthony Valentine
- Raffles, ladro gentiluomo, serie tv del 1977 con Anthony Valentine
- The Gentleman Thief (2001), con Nigel Havers

## Influenza culturale
Raffles è tra i primi ladri gentiluomini nella narrativa, assieme Rocambole (che lo precede di alcuni anni) e Arsène Lupin.
Raffles (Lord Lister) è un eroe della narrativa popolare tedesca che possedeva in origine delle somiglianze con A. J. Raffles.